# Spatule d'Afrique
Platalea alba
Espèce
Statut CITES
Statut de conservation UICN

 LC  : Préoccupation mineure

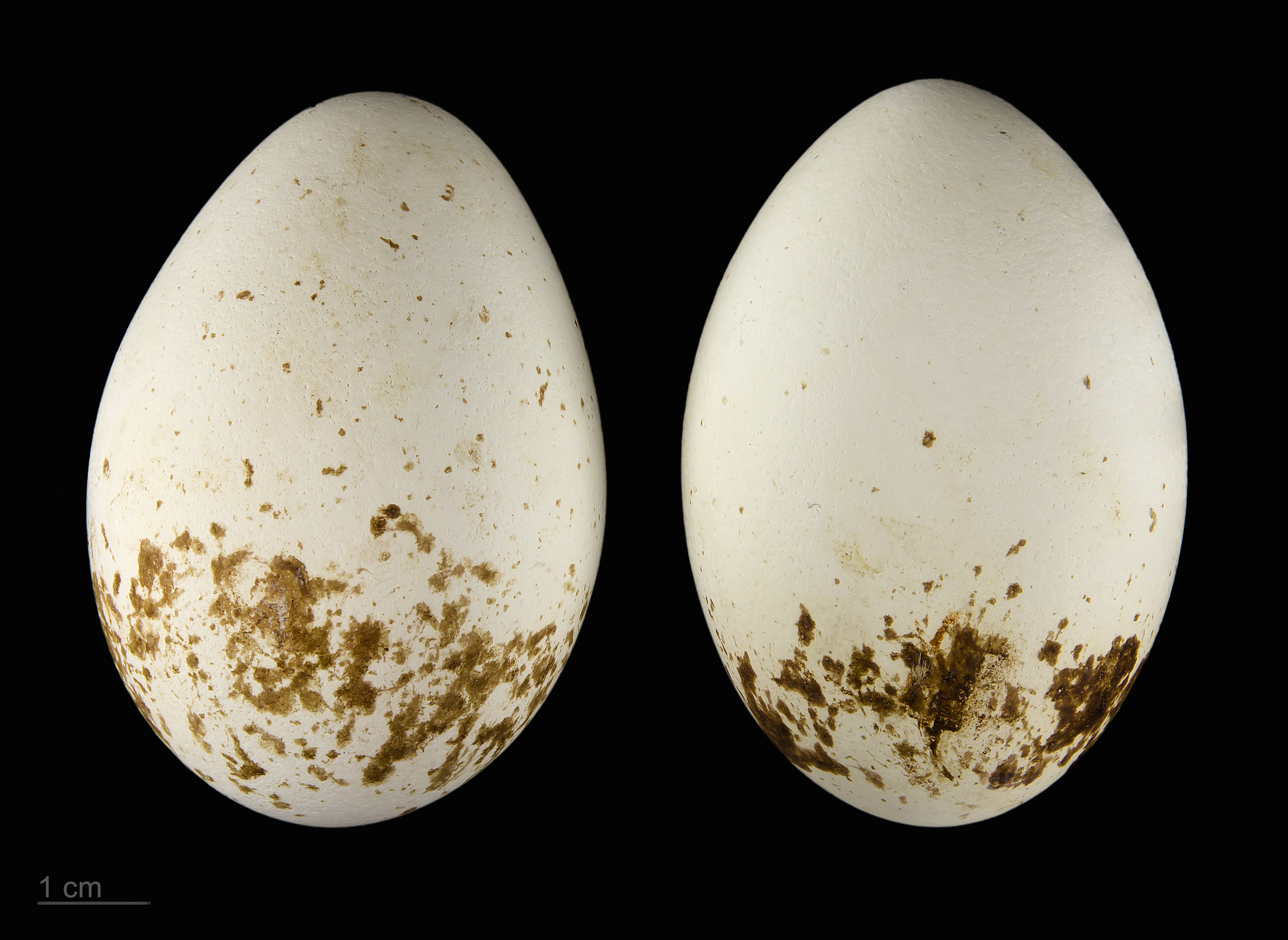
Platalea alba - MHNT

La Spatule d'Afrique (Platalea alba) ou Spatule africaine, est une espèce d'oiseaux échassiers de la famille des Threskiornithidae.

## Répartition
Cet oiseau vit en Afrique subsaharienne et à Madagascar.

## Habitat
Elle vit dans les régions marécageuses aux eaux peu profondes et niche dans les arbres ou les roselières. Généralement, elle ne se mélange pas avec les cigognes ou les hérons.

## Nidification
Elle pond deux à quatre œufs.

## Description
Elle est facilement identifiable. Adulte, elle est entièrement blanche en dehors de ses pattes et de sa face qui sont rouges, et de son long bec en spatule gris. Elle n'a pas de huppe contrairement à la spatule blanche. Les jeunes ont le bec jaune.
À la différence des hérons, les spatules volent avec le cou en extension.

## Alimentation
Elle se nourrit de poissons, de grenouilles et autres animaux aquatiques.